# Резьбовое соединение
| Резьбовые соединения | Резьбовые соединения | Резьбовые соединения |
| -------------------- | -------------------- | -------------------- |
|                      |                      |                      |
| Болтовое             | Винтовое             | Шпилечное            |

Резьбовое соединение — крепёжное соединение в виде резьбы. Используется метрическая и дюймовая резьба различных профилей в зависимости от технологических задач соединения.

## Характеристики резьбовых соединений
Достоинства:
- технологичность
- взаимозаменяемость
- универсальность
- надёжность
- массовость

Недостатки:
- раскручивание (самоотвинчивание) при переменных нагрузках — требуется применение специальных устройств (средств) для предотвращения раскручивания, такие как контргайки, самоконтрящиеся гайки или использование шплинта.
- отверстия под крепёжные детали, как резьбовые, так и гладкие, вызывают концентрацию напряжений.
- для уплотнения (герметизации) соединения необходимо использовать дополнительные технические решения (за исключением конических резьб).

Коническая резьба обладает свойством герметичности и самостопорения.

## Краткая история
Долгое время считалось, что резьбовое соединение, наряду с колесом и зубчатой передачей, является великим изобретением человечества, не имеющим аналога в природе. Однако в 2011 г. группа ученых из Технологического института Карлсруэ опубликовала в журнале Science статью о строении суставов у жуков-долгоносиков вида Тригоноптерус облонгус, обитающих на Новой Гвинее. Оказалось, что лапы этих жуков соединены с телом с помощью вертлуга, который ввинчивается в коксу (тазик) — аналог тазобедренного сустава у насекомых. На поверхности вертлуга расположены выступы, напоминающие конический винт. В свою очередь, поверхность коксы также снабжена резьбовой выемкой. Такое соединение обеспечивает более надежное крепление конечностей, чем шарнирное, и гарантирует ведущему древесный образ жизни насекомому большую устойчивость.
Первые крепёжные детали, имеющие резьбы, начали применяться в Древнем Риме в начале нашей эры. Однако из-за высокой стоимости они использовались только в ювелирных украшениях, медицинских инструментах и других дорогостоящих изделиях.
Широкое применение болты и гайки нашли в XV столетии. Они соединяли подвижные сегменты брони доспехов и части часовых механизмов. Станок немецкого первопечатника Иоганна Гутенберга, созданный в период между 1448 и 1450 годами, имел резьбовые соединения, детали его скреплены винтами.
Конгруэнтные винтам отдельные детали с резьбой на внутренней стенке цилиндра, специально служащие для крепления, то есть гайки, возникли лишь полторы сотни лет спустя. В начале семнадцатого столетия появилось резьбовое соединение, сходное с современным. Первоначально шаг резьбы был дюймовым, и только в начале XIX века французы ввели в обиход метрическую резьбу. Гайки нашли широкое применение в различных сферах техники, и, подобно всякому часто используемому предмету, стали совершенствоваться и изменяться по своей форме, размеру, материалу и функциональному предназначению. Возникли гайки квадратные, восьми- и шестигранные, колпачковые («глухие»), прорезные (корончатые), барашковые.

## Классификация резьбовых соединений
- резьбовое соединение деталей с резьбой, нарезанной непосредственно на этих деталях, детали вкручиваются одна в другую;
- резьбовое соединение при помощи дополнительных соединительных деталей, например, болтов, шпилек, винтов, гаек и т.д;
  - болтовое соединение;
  - винтовое соединение;
  - шпилечное соединение.

Болтовые соединения бывают:
- на болтах обычной прочности
- на высокопрочных болтах
  - сдвигоустойчивые соединения (фрикционные)
  - с несущими болтами

## Механические свойства резьбового соединения

### Механические свойства болтов, крепёжных винтов и шпилек
Механические свойства болтов, крепёжных винтов и шпилек из углеродистых нелегированных и легированных сталей по [ГОСТ Р 52627-2006 (ISO 898-1:1999) при нормальных условиях характеризуют 11 классов прочности: 3.6; 4.6; 4.8; 5.6; 5.8; 6.8; 8.8; 9.8; 10.9; 12.9. Первое число, умноженное на 100, определяет номинальное значение предела прочности на растяжение в Н/мм², второе число (отделённое точкой от первого), разделенное на 10, — отношение предела текучести к номинальному пределу прочности на растяжение. Произведение этих чисел, умноженное на 10, определяет номинальный предел текучести в Н/мм².

### Механические свойства гаек
Гайки из углеродистых нелегированных и легированных сталей по ГОСТ Р 52628-2006 (ISO 898-2:1992, ISO 898-6:1994) разделяются по классу прочности (d — номинальный диаметр резьбы):
- 4; 5; 6; 8; 9; 10; 12 — для гаек с нормальной высотой, равной или более 0,8d, и крупной резьбой;
- 5; 6; 8; 10; 12 — для гаек с нормальной высотой, равной или более 0,8d, и мелкой резьбой;
- 04; 05 — для гаек с номинальной высотой от 0,5d до 0,8d.

Класс прочности для гаек с нормальной высотой указывает на наибольший класс прочности болтов, с которыми они могут создавать соединение, то есть на первую из цифр в обозначении класса прочности соответствующего болта.
Для гаек с номинальной высотой от 0,5d до 0,8d первая цифра «0» указывает на более низкую нагрузочную способность резьбового соединения с такой гайкой, а вторая цифра, умноженная на 100, соответствует номинальному напряжению от пробной нагрузки при испытаниях.
| Класс прочности болта                | Материал                                           | Напряжение от пробной нагрузки | Предел текучести, не менее           | Предел прочности на растяжение, не менее | Маркировка болта | Маркировка гайки | Класс гайки |
| ------------------------------------ | -------------------------------------------------- | ------------------------------ | ------------------------------------ | ---------------------------------------- | ---------------- | ---------------- | ----------- |
| По ГОСТ Р 52627—2006, ISO 898—1:1999 |                                                    |                                |                                      |                                          |                  |                  |             |
| 5.8                                  | Низко- или среднеуглеродистая сталь                | 380 МПa                        | 420 МПа                              | 520 МПа                                  |                  |                  | 5           |
| 8.8                                  | Среднеуглеродистая сталь, закалённая и отпущенная  | 580 МПа                        | 640 МПа, (условный предел текучести) | 800 МПа                                  |                  |                  | 8           |
| 10.9                                 | Углеродистая сталь с добавками. Легированная сталь | 830 МПа                        | 940 МПа, (условный предел текучести) | 1040 МПа                                 |                  |                  | 10          |
| По SAE J429                          |                                                    |                                |                                      |                                          |                  |                  |             |
| 2                                    | Низко- или среднеуглеродистая сталь                | 55 ksi                         | 57 ksi                               | 74 ksi                                   |                  |                  | 2           |
| 5                                    | Среднеуглеродистая сталь                           | 85 ksi                         | 92 ksi                               | 120 ksi                                  |                  |                  | 5           |
| 8                                    | Легированная сталь                                 | 120 ksi                        | 130 ksi                              | 150 ksi                                  |                  |                  | 8           |

| Болты           | Болты                                                     | Применяемые гайки | Применяемые гайки  | Предел прочности на растяжение Rm, МПа | Предел прочности на растяжение Rm, МПа | Предел текучести ReL, Rp0,2, МПа | Относительное удлинение после разрыва A, % | Ударная вязкость KU, Дж/см² | Твердость по Бринеллю, НВ | Твердость по Бринеллю, НВ |
| Класс прочности | Марка стали                                               | Класс прочности   | Марка стали        | Предел прочности на растяжение Rm, МПа | Предел прочности на растяжение Rm, МПа | Предел текучести ReL, Rp0,2, МПа | Относительное удлинение после разрыва A, % | Ударная вязкость KU, Дж/см² | Твердость по Бринеллю, НВ | Твердость по Бринеллю, НВ |
| Класс прочности | Марка стали                                               | Класс прочности   | Марка стали        | номин.                                 | мин.                                   | Предел текучести ReL, Rp0,2, МПа | Относительное удлинение после разрыва A, % | Ударная вязкость KU, Дж/см² | номин.                    | макс.                     |
| --------------- | --------------------------------------------------------- | ----------------- | ------------------ | -------------------------------------- | -------------------------------------- | -------------------------------- | ------------------------------------------ | --------------------------- | ------------------------- | ------------------------- |
| 3.6             | 10, 10кп                                                  | 4                 | Ст3кп, Ст3сп       | 300                                    | 330                                    | 180                              | 25                                         | -                           | 90                        | 238                       |
| 4.6             | 20                                                        | 5                 | 10, 10кп, 20       | 400                                    | 420                                    | 240                              | 22                                         | 55                          | 114                       | 238                       |
| 4.8             | 10, 10кп                                                  | 5                 | 10, 10кп, 20       | 400                                    | 420                                    | 320                              | 14                                         | -                           | 124                       | 238                       |
| 5.6             | 30, 35                                                    | 6                 | Ст5, 15, 15кп, 35  | 500                                    | 520                                    | 300                              | 20                                         | 50                          | 147                       | 238                       |
| 5.8             | 10, 10кп, 20, 20кп                                        | 6                 | Ст5, 15, 15кп, 35  | 500                                    | 520                                    | 400                              | 10                                         | -                           | 152                       | 238                       |
| 6.6             | 35, 45, 40Г                                               | 8                 | 20, 20кп, 35, 45   | 600                                    | 600                                    | 360                              | 16                                         | 40                          | 181                       | 238                       |
| 6.8             | 20, 20кп                                                  | 8                 | 20, 20кп, 35, 45   | 600                                    | 600                                    | 480                              | 8                                          | -                           | 181                       | 238                       |
| 8.8             | 35, 35Х, 38ХА,45Г 40Г2, 40Х, 30ХГСА, 35ХГСА, 16ХСН, 20Г2Р | 9                 | 35Х, 39ХА          | 800                                    | 830                                    | 640                              | 12                                         | 60                          | 238                       | 318                       |
| 9.8             | 35, 35Х, 38ХА,45Г 40Г2, 40Х, 30ХГСА, 35ХГСА, 16ХСН, 20Г2Р | 10                | 40Х, 40ХГСА, 16ХСН | 900                                    | 900                                    | 720                              | 10                                         | 50                          | 276                       | 342                       |
| 10.9            | 35, 35Х, 38ХА,45Г 40Г2, 40Х, 30ХГСА, 35ХГСА, 16ХСН, 20Г2Р | 12                | 30ХГСА             | 1000                                   | 1040                                   | 900                              | 9                                          | 40                          | 304                       | 361                       |
| 12.9            | 35, 35Х, 38ХА,45Г 40Г2, 40Х, 30ХГСА, 35ХГСА, 16ХСН, 20Г2Р | 12                | 30ХГСА, 40ХН2МА    | 1020                                   | 1200                                   | 1080                             | 8                                          | 30                          | 366                       | 414                       |

## Стопорение резьбового соединения
Стопорение — предотвращение самоотвинчивания.
Несмотря на то, что резьба резьбового соединения имеет угол подъёма винтовой линии намного меньше, чем угол трения, вибрация, переменные нагрузки, нарушение технологии способствуют рассоединению (самоотвинчиванию) деталей резьбового соединения. Для предотвращения этого применяются специальные устройства (средства, методы), такие, как:
- контрование;
- шплинтование;
- вязка (обвязка) проволокой;
- установка пружинной шайбы;
- установка стопорной шайбы с лапкой или носком;
- приварка, пайка, расклёпывание, кернение;
- нанесение на резьбу клея, лаков, краски;
- использование вязких элементов;
- использование гаек с некруглой резьбой;
- использование анкерных гаек.
- Использование бугель-гайки

### Контрование
Создание дополнительного трения в резьбовом соединении при помощи контргайки. Дополнительно встречается и сочетание с другими способами, то есть контргайку шплинтуют, обвязывают проволокой, кернят и т. д. Самый простой способ стопорения, недостатком является двукратный расход гаек против положенного.

### Шплинтование
Применение деформируемого элемента — шплинта. Шплинт — стальная проволока полукруглого сечения, сложенная вдвое в форме иглы. Для такого метода крепления применяются специальные шлицевые «корончатые» гайки, а в теле болта на заранее рассчитанном расстоянии (под крепление конкретной детали) сверлится отверстие под толщину конкретного типоразмера шплинта. Гайка затягивается с требуемым усилием, а затем доворачивается до совпадения ближайших шлицов с отверстием в болте, после чего вставляется шплинт, который и фиксирует гайку от отворачивания. Для предотвращения выпадения шплинта его выступающие усы просто разгибаются в противоположные стороны, а на порядочной технике усы обрезаются под строго заданную длину, загибаются в виде буквы «Г» и выступающие концы плотно фиксируются в соседних свободных шлицах гайки.
При разборке резьбового соединения со шплинтом требуется специальный инструмент — шплинтодёр. Повторное использование шплинтов нежелательно, а в ряде случаев и категорически запрещено.
Также шплинты применяются не только для фиксации гаек, но и для малонагруженных безрезьбовых соединений типа ось-тяга, в которых свободно сочленённые детали шплинт удерживает от бокового перемещения (выпадания), обычно через шайбу.

### Вязка (контровка) проволокой
Для резьбовых соединений, регулярно подвергающихся в процессе эксплуатации разборке, применяется способ фиксации от отворачивания контровочной проволокой (контровкой). В боковой грани гайки или шляпки болта (или иной подобной детали) просверливается отверстие, через которое пропускается контровочная проволока. Свободные концы проволоки свиваются «в косичку» и затем один конец пропускается в отверстие в неподвижной детали конструкции, предназначенного для контровки, либо до соседнего болта или гайки (парная контровка), и затем снова свивается. Такая свитая проволока туго в натяг и на заворачивание фиксирует резьбовое соединение.
Подобное крепление уже давно имеет самое широкое применение в мировой авиации. Контрятся почти все электрические многоштырьковые разъёмы, замки электронных блоков, распределительные коробки, фланцевые соединения трубопроводов гидросистем, пневмосистем, системы воздушных сигналов, тяги датчиков, фильтры, ступичные гайки и ещё огромный ряд изделий на борту воздушного судна. Российской промышленностью выпускаются стальные контровочные проволоки на 0.5, 0.8, 1.0 и 2.0 мм.

### Установка пружинной шайбы
Установка пружинной шайбы (так называемая шайба Гровера) под гайку или головку болта с созданием дополнительного натяжения в резьбе и предотвращением вращения соединительных деталей. Стопорящее действие шайбы Гровера основано на врезке острых кромок шайбы в прилегающие к ней поверхности при попытке отворачивания вплоть до начала снятия стружки, что препятствует неконтролируемому прокручиванию гайки или болта после затяжки либо незначительного расслабления резьбового соединения.

### Установка стопорной шайбы с лапкой или носком
Стопорение шестигранных болтов и гаек с помощью загибания специальных элементов шайбы, для чего в оси (болте) прорезается продольный паз (иногда делается углубление в теле фиксируемой детали).

### Приварка, пайка, расклёпывание, кернение
Превращение резьбового соединения в условно разъёмное соединение, приваркой (пайкой) резьбы или гайки (головки болта) к конструкции или путём изменения профиля витка резьбы.
В случае, если разборка узла в эксплуатации не предусматривается, то для предотвращения отворачивания гаек иногда используют способ физического разрушения части резьбового соединения после затяжки, методом насечки специальным инструментом (керном).

### Нанесение на резьбу клея, лаков, краски
Фиксация происходит за счёт адгезии (прилипания, сцепления) при затвердении (полимеризации) клея, лаков, краски.
Этот метод имеет такие достоинства, как быстрый, надёжный, защищает резьбу от внешних воздействий атмосферы. Недостатки: требуется очистить резьбу от грязи и масел перед нанесением на неё связующего состава, низкая химическая стойкость против органических растворителей, кислот и щелочей, а также разрушение связующего элемента от воздействия температуры.

### Использование гаек с некруглой резьбой
Это очень простой способ, заключающийся в том, что обычную шестигранную гайку слегка сминают ударом молотка, резьбовое отверстие становится эллиптическим и завинчивается со значительным усилием.
При этом возможно повреждение антикоррозионного покрытия болта или шпильки.

### Использование анкерных гаек
По сути метод похож на использование гаек с некруглой резьбой. Анкерные (самоконтрящиеся) гайки имеют разную конструкцию, общий смысл крепления заключается в том, что при заворачивании гайки конечная часть резьбы заходит со значительным сопротивлением, вызванным подпружиненными элементами конструкции гайки либо юбкой в форме эллипса.
Этот способ широко используется в авиации. Все многочисленные люки и панели на крыльях и фюзеляже, а также другие съёмные элементы конструкции на обшивке, не требующие частого вскрытия в процессе эксплуатации, привинчиваются винтами к анкерным гайкам, которые в свою очередь жёстко фиксируются (разными способами) во внутренних полостях конструкции планера. Такое резьбовое соединение может использоваться достаточно многократно без существенного ухудшения характеристик. Важным свойством является и то, что доступ к винтам возможен только с одной стороны, и другие способы стопорения резьбы конструктивно неприменимы.

#### Использование бугель гайки
Использование бугель гайки стопорит резьбовое соединение при этом эта гайка накладывается поверху осносной гайки и с помощью болта или эксцентрика стягивается бугель гайка которая в свою очередь сжимает основную гайку. Бугель гайка не накручивается на резьбу, а накладывается на основную гайку.

## Примечание
1. ↑  Александр Борисов. Болтовые соединения // Справочник строителя. Полный комплекс строительных и отделочных работ для сдачи дома в эксплуатацию. — М.: Litres, 2006. — С. 164—168. — 336 с. — ISBN 5457479579. — ISBN 9785457479579.
2. ↑  В утратившем силу в РФ стандарте ГОСТ 1497.4-87 существовал также класс прочности 6.6.
3. ↑  Минимальный класс прочности гайки для данного класса прочности болта при создании болтового соединения.
4. ↑  Стандарт, применяемый в автомобилестроении.
5. ↑  ksi = 1000 psi = 6,895 MPa.
6. ↑  ГОСТ Р 52627-2006 не определяет конкретные марки стали, указывая только на химический состав и некоторые механические свойства. Приведённые в таблице марки стали являются наиболее употребительными в технике для данных классов прочности.
7. ↑  ГОСТ Р 52628-2006 не определяет конкретные марки стали, указывая только на химический состав и некоторые механические свойства. Приведённые в таблице марки стали являются наиболее употребительными в технике для данных классов прочности.
8. ↑  Фрик Э. Л. Болтовая гайка // Энциклопедический словарь Брокгауза и Ефрона : в 86 т. (82 т. и 4 доп.). — СПб., 1890—1907.